# Berufspilotenlizenz
Als Lizenz für Berufspiloten (CPL, englisch commercial pilot license) wird eine Berechtigung für Piloten bezeichnet, um gegen Bezahlung Flüge als verantwortlicher Pilot durchführen zu dürfen. Sie erlaubt nach den Regeln der Richtlinien der Internationalen Zivilluftfahrtorganisation (ICAO) das weltweite gewerbliche Führen von Luftfahrzeugen verschiedener Kategorien und Klassen auf Luftfahrzeugen des Staates der ausstellenden Behörde als verantwortlicher Pilot, englisch Pilot in Command (PIC). Das Führen von Luftfahrzeugen aller eingetragener Muster ist beschränkt auf Luftfahrzeugtypen, die von nur einem Piloten betrieben werden dürfen. Im Rahmen einer „integrierten Ausbildung“ ist eine Privatpilotenlizenz für den Erwerb der Lizenz für Berufspiloten nicht mehr notwendig.

## Europäische Union
Nach Einführung der Verordnung (EU) Nr. 1178/2011 (EU-FCL) am 8. April 2015 wird die Zulassung, Ausbildung und Lizenzierung von Piloten und Flugbegleitern durch die Europäische Union geregelt. Als Ausführungsbehörde wurde die in Köln ansässige Europäische Agentur für Flugsicherheit (EASA) verantwortlich. Der für Berufspiloten wesentliche Teil der Regelungen befindet sich in den Anhang 1 der Verordnung. Mit einer Berufspilotenlizenz nach EU-FCL ist man berechtigt, alle entsprechenden Luftfahrzeuge der eingetragenen Klasse aller EASA-Mitgliedsstaaten zu führen, ohne dass es dazu einer zusätzlichen nationalen Genehmigung bedarf. Die Luftfahrtbehörden der EASA-Mitgliedsstaaten sind aber weiterhin für die Verwaltung der Berufspilotenlizenzen verantwortlich. Als Besonderheit in der EU kann der Pilot die Luftfahrtbehörde in eines EASA-Mitgliedsstaates frei wählen und später auf eigenen Antrag jederzeit zu einer anderen Behörde wechseln. Folgende Lizenzen werden ausgestellt:
- Berufspilotenlizenz Flugzeuge    – CPL(A)
- Berufspilotenlizenz Hubschrauber – CPL(H)
- Berufspilotenlizenz Luftschiffe  – CPL(As)

Für Segelflieger und Ballonfahrer gibt es keine eigenständige Berufspilotenlizenz. Die Segelflugzeugpilotenlizenz und Ballonpilotenlizenz kann mit Flugerfahrung und einer weiteren Prüfung für die gewerbliche Nutzung verwendet werden. Die Berufspilotenlizenz beinhaltet die Rechte der Privatpilotenlizenz und der Leichtluftfahrzeug-Pilotenlizenz.

### Deutschland
Die Berufspilotenlizenzen werden in Deutschland vom Luftfahrt-Bundesamt in Braunschweig nach den Regeln der European Aviation Safety Agency (EASA) ausgestellt. Als Besonderheit in Deutschland ist im gewerblichen Betrieb nach Instrumentenflugregeln vorgeschrieben, dass ein Flugzeug unter bestimmten Bedingungen von zwei Piloten geflogen wird. Mit Stand 2019 werden ungefähr 6.000 Berufspilotenlizenzen vom Luftfahrt-Bundesamt verwaltet.

### Österreich
Austro Control, ein als GmbH organisierter Bundesbetrieb der Republik Österreich, hat 1993 die Aufgabe als Luftfahrtagentur übernommen und ist für die Ausstellung von Berufspilotenlizenzen sowie die Aufsicht über die Zivilluftfahrtschulen verantwortlich.

## Ausbildung
Für den Erhalt der Berufspilotenlizenz muss der Flugschüler bei einer Flugschule eine theoretische und praktische Ausbildung durchlaufen. Die Flugschule muss eine zugelassene Ausbildungsorganisation, (englisch Approved Training Organisation) ATO sein, welche einen umfangreichen Genehmigungsprozess durchlaufen hat, zum Beispiel eine Verkehrsfliegerschule. Im theoretischen Teil der Ausbildung werden folgende Sachgebiete behandelt und bei einer Abschlussprüfung entsprechende Kenntnisse geprüft:
- Luftrecht
- Allgemeine Luftfahrzeugkunde (Flugzeugzellen, Bordanlagen, Triebwerke und Fluginstrumente)
- Masse und Schwerpunktlage
- Leistung
- Flugplanung und Flugüberwachung
- Menschliches Leistungsvermögen
- Meteorologie
- Allgemeine Navigation
- Funknavigation
- betriebliche Verfahren
- Grundlagen des Fliegens
- Sichtflugregeln-Kommunikation

In der praktischen Prüfung muss der Flugschüler in der gewählten Luftfahrzeugkategorie nachweisen, dass er die notwendigen Verfahren und Manöver beherrscht.

### Weiterbildung zum Verkehrspiloten
Für Luftfahrzeuge, bei denen mindestens zwei Piloten vorgeschrieben sind (MPA, Multi Pilot Aeroplane), ist für den verantwortlichen Piloten eine Verkehrspilotenlizenz (englisch Airline Transport Pilot License (ATPL)) vorgeschrieben. Der Kopilot benötigt eine CPL sowie eine Instrumentenflugberechtigung (englisch Instrument Rating (IR)) und muss die ATPL-Theorieprüfung erfolgreich abgelegt und einen Multi-Crew-Concept-Kurs (Schulung zur Zusammenarbeit im Cockpit, teilweise auch als Human Factors oder Crew Resource Management bezeichnet) besucht haben. Nach Erfüllen der gesetzlich vorgeschriebenen Flugstunden als Kopilot und erfolgreichem Absolvieren eines Prüfungsfluges kann diese Form der CPL (sog. frozen ATPL) in eine reguläre Verkehrspilotenlizenz umgeschrieben werden und der Pilot damit z. B. als Flugkapitän tätig werden.
Die CPL kann um mehrere Ratings, zum Beispiel durch eine Instrumentenflugberechtigung oder ein Multi-Engine-Rating (MEP – multi engine piston) für Kolbenmotoren erweitert werden.